# Victon
Victon (hangul: 빅톤) är ett sydkoreanskt pojkband bildat år 2016 av Plan A Entertainment. Victon debuterade under namnet Plan A Boys.
Gruppen består av de sju medlemmarna Seungwoo, Seungsik, Heo Chan, Sejun, Hanse, Byungchan och Subin.

## Medlemmar
| Födelsenamn     | Födelsenamn | Födelsedatum      |
| Romanisering    | Hangul      | Födelsedatum      |
| --------------- | ----------- | ----------------- |
| Han Seung-woo   | 한승우      | 24 december 1994  |
| Kang Seung-sik  | 강승식      | 16 april 1995     |
| Heo Chan        | 허찬        | 14 december 1995  |
| Lim Se-jun      | 임세준      | 4 maj 1996        |
| Do Han-se       | 도한세      | 25 september 1997 |
| Choi Byung-chan | 최병찬      | 12 november 1997  |
| Jung Su-bin     | 정수빈      | 5 april 1999      |

## Diskografi

### Album
| Albuminformation                                        | Topplacering          |
| Albuminformation                                        | Sydkorea (Gaon Chart) |
| ------------------------------------------------------- | --------------------- |
| Voice to New World (EP-skiva) - Släppt: 9 november 2016 | 11                    |
| Ready (EP-skiva) - Släppt: 2 mars 2017                  | 6                     |
| Identity (EP-skiva) - Släppt: 23 augusti 2017           | 6                     |
| From. Victon (EP-skiva) - Släppt: 9 november 2017       | 14                    |

### Singlar
| År   | Titel            | Topplacering          |
| År   | Titel            | Sydkorea (Gaon Chart) |
| ---- | ---------------- | --------------------- |
| 2016 | "#Begin Again"   | —                     |
| 2016 | "I'm Fine"       | —                     |
| 2017 | "Eyez Eyez"      | —                     |
| 2017 | "Unbelievable"   | —                     |
| 2017 | "Remember Me"    | —                     |
| 2018 | "Time of Sorrow" | —                     |